# ألكسندر كيرينسكي
ألكسندر كيرينسكي (بالروسية: Алекса́ндр Фёдорович Ке́ренский)، (1881 – 1970) هو سياسي روسي بارز ونبيل ورئيس الوزراء في الحكومة المؤقتة إبان ثورة فبراير عام 1917 وأحد زعماء الحركة الماسونية في روسيا في مطلع القرن الماضي.

## السيرة
ولد ألكسندر كيرينسكي في 4 مايو عام 1881 في مدينة سيمبيرسك (أوليانوفسك فيما بعد) التي ولد فيها أيضاً زعيم البلاشفة فلاديمير لينين. وكان أبوه مديراً للمدرسة الثانوية في سيمبيريسك. وكانت أمه بنت تاجر في مدينة موسكو.
التحق ألكسندر كيرينسكي عام 1899 بكلية الحقوق في جامعة سانت بطرسبورغ وتخرج منها عام 1904، الأمر الذي سمح له بالمشاركة في المحاكمات السياسية كمحام.

## نشاطه في النشأة
شارك ألكسندر كيرينسكي إبان ثورة أعوام 1905 -1907 الفاشلة في مساعدة ضحايا الثورة في إطار نقابة المحامين. وكتب نص النداء السياسي إلى الانتفاضة المسلحة في صحيفة «بوريفيستنيك»، الأمر الذي أصبح ذريعة لاعتقاله من قبل السلطة القيصرية.
وشارك كيرينسكي كمحام في محاكمة الإرهابيين من الحزب الأرمني «طاشناق تسوتيون» والمحاكمات السياسية الأخرى. وترأس لجنة مجلس الدوما في روسيا، الذي انتخب نائباً فيه، حول موضوع قتل العمال الروس في مناجم الذهب على نهر لينا في سيبيريا. وترأس كيرينسكي كتلة النواب لممثلي فئات العمل في مجلس الدوما.
كما أنه كان أحد زعماء حركة الماسونيين في روسيا. وفي فترة ما بين عامي 1915 – 1917 كان أمين سر المجلس الأعلى ل«محفل الشرق العظيم لشعوب روسيا» الماسوني، الذي كان الكثير من كبار المسؤولين الروس اعضاءً فيه.

## ثورة فبراير 1917
يعتبر كيرينسكي من الشخصيات البارزة إبان ثورة فبراير عام 1917 في روسيا.
وقد تم حل مجلس الدوما في روسيا منذ بدء الحرب العالمية الأولى. وتم تشكيل اللجنة المؤقتة الممثلة لمجلس الدوما الروسي التي كان كيرينسكي عضوا فيها. كما انه كان وكيلا لرئيس مجلس العمال والجنود في مدينة بتروغراد (سانت بطرسبورغ).
وبعد قيام ثورة فبراير عام 1917 وتخلي القيصر الروسي نيقولاي الثاني عن عرشه عقد الاتفاق بين اللجنة المؤقتة ومجلس العمال على تشكيل الحكومة الروسية المؤقتة التي تولى ألكسندر كيرينسكي فيها وزارة العدل. وفي مارس/آذار عام 1917 شغل منصب وزير الحربية في الحكومة المؤقتة. وبذل كيرينسكي جهوداً لا يستهان بها من أجل تنظيم الهجوم الروسي في الجبهة الألمانية الروسية في يونيو 1917 الذي باء بالفشل التام.
وفي 8 يوليو عام 1917 حل كيرينسكي محل الأمير غيورغي لفوف في منصب رئيس الوزراء وظل في الوقت نفسه يتولى وزارة الحربية.
في أغسطس 1917 ازداد الوضع السياسي في البلاد سوءاً. وقرر بعض الجنرالات بمن فيهم القائد الأعلى للقوات المسلحة لافار كورنيلوف ادخال وحدات الجيش إلى العاصمة بتروغراد للحيلولة دون وقوع الفوضى وصعود حزب البلاشفة الراديكالي إلى السلطة. فاتفق كيرينسكي مع الحزب البلشفي ليساعده في إيقاف قوات القوزاق الموالية للجنرال كورنيلوف والمتقدمة نحو بتروغراد، الأمر الذي مكن البلاشفة فيما بعد من اغتصاب السلطة في روسيا.

## ثورة أكتوبر عام 1917
في 25 أكتوبر عام 1917 بالتقويم القديم عقد في بتروغراد مؤتمر السوفيت لعموم روسيا الذي كلف فلاديمير لينين وأنصاره من الحزب البلشفي بتشكيل الحكومة الجديدة. وأطاح الحزب البلشفي بالاعتماد على جنود وبحارة حامية بتروغراد بحكومة كيرينسكي الذي هرب من المدينة وحاول توجيه بعض الوحدات المرابطة في ضواحي بتروغراد ضد الحكم الجديد، لكن المحاولة لم تكلل بنجاح. واضطر كيرينسكي بعد ذلك إلى مغادرة روسيا سراً متوجها إلى بريطانيا حيث سعى إلى استمالة ساسة بريطانيين ومسؤولين في الحكومة البريطانية في محاولة للحصول على دعم سياسي منهم لمشاريعه.
وحاول كيرينسكي الحصول على دعم التحالف الثلاثي (بريطانيا وفرنسا والولايات المتحدة) لحكومة الحزب الثوري الاشتراكي الروسي المناهض للبلاشفة التي تشكلت في مدينة أومسك الروسية عام 1918. وبعد سقوط هذه الحكومة دعا إلى الإطاحة بنظام الاميرال ألكسندر كولتشاك باعتباره دكتاتوراً.
حاول كيرينسكي في ثلاثينات القرن العشرين مواصلة النشاط السياسي. وقام بتحرير صحيفة "الايام" التي كانت تدعو إلى الحملة الصليبية ضد البلاشفة.
وبعد غزو هتلر للاتحاد السوفيتي عام 1941 رحب كيرينسكي بالحرب ضد السلطة السوفيتية. لكنه أعاد النظر في موقفه بعد أن اتضح ان النازيين يسعون إلى إبادة الشعوب السلافية. وعرض على ستالين دعمه. لكنه لم يتلق رداً على رسالة بعث بها اليه.

## الوفاة
توفي ألكسندر كيرينسكي في 11 يونيو/حزيران عام 1970 في نيويورك نتيجة السرطان. ورفضت الكنيسة الأرثوذكسية الروسية في الولايات المتحدة المشاركة في دفنه معتبرة أنه ماسوني تسبب في سقوط روسيا القيصرية. فتم نقل الجثمان إلى لندن حيث دفن في مقبرة ليس لها علاقة بأي دين.

## أعمال كيرينسكي
- The Prelude to Bolshevism (1919) ISBN 0-8383-1422-8,
- The Catastrophe (1927),
- The Crucifixion of Liberty (1934),
- Russia and History's Turning Point (1965).

### كتب
- R. Abraham, Kerensky: First Love of the Revolution, Columbia University Press, 1987. ISBN 0-231-06108-0

## الهوامش
1. ↑  Nationalencyklopedin | Aleksandr Kerenskij (بالسويدية), OCLC:185256473, QID:Q1165538
2. ↑  Encyclopædia Britannica | Aleksandr Kerensky (بالإنجليزية), QID:Q5375741
3. ↑  Brockhaus Enzyklopädie (بالألمانية), OL:19088695W, QID:Q237227
4. ↑  Gran Enciclopèdia Catalana (بالكتالونية), Grup Enciclopèdia, QID:Q2664168
5. ↑  Proleksis enciklopedija (بالكرواتية), QID:Q3407324

## وصلات خارجية
- An account of Kerensky at Stanford in the 1950s
- ألكسندر كيرينسكي على موقع IMDb (الإنجليزية)
- ألكسندر كيرينسكي على موقع الموسوعة البريطانية (الإنجليزية)
- ألكسندر كيرينسكي على موقع الموسوعة البريطانية (الإنجليزية)
- ألكسندر كيرينسكي على موقع مونزينجر (الألمانية)
- ألكسندر كيرينسكي على موقع ميوزك برينز (الإنجليزية)
- ألكسندر كيرينسكي على موقع إن إن دي بي (الإنجليزية)
- Alexander Kerensky Museum in London
- The Prelude To Bolshevism: The Kornilov Rising (1919)
- The Catastrophe (1927)